# Ліссербрук
Ліссербрук (нід. Lisserbroek) — село в нідерландській провінції Північна Голландія. Входить до муніципалітету Гарлеммермер.
Його площа становить 5,92 км², а населення станом на 2021 рік складало 3 435 осіб.

## Галерея

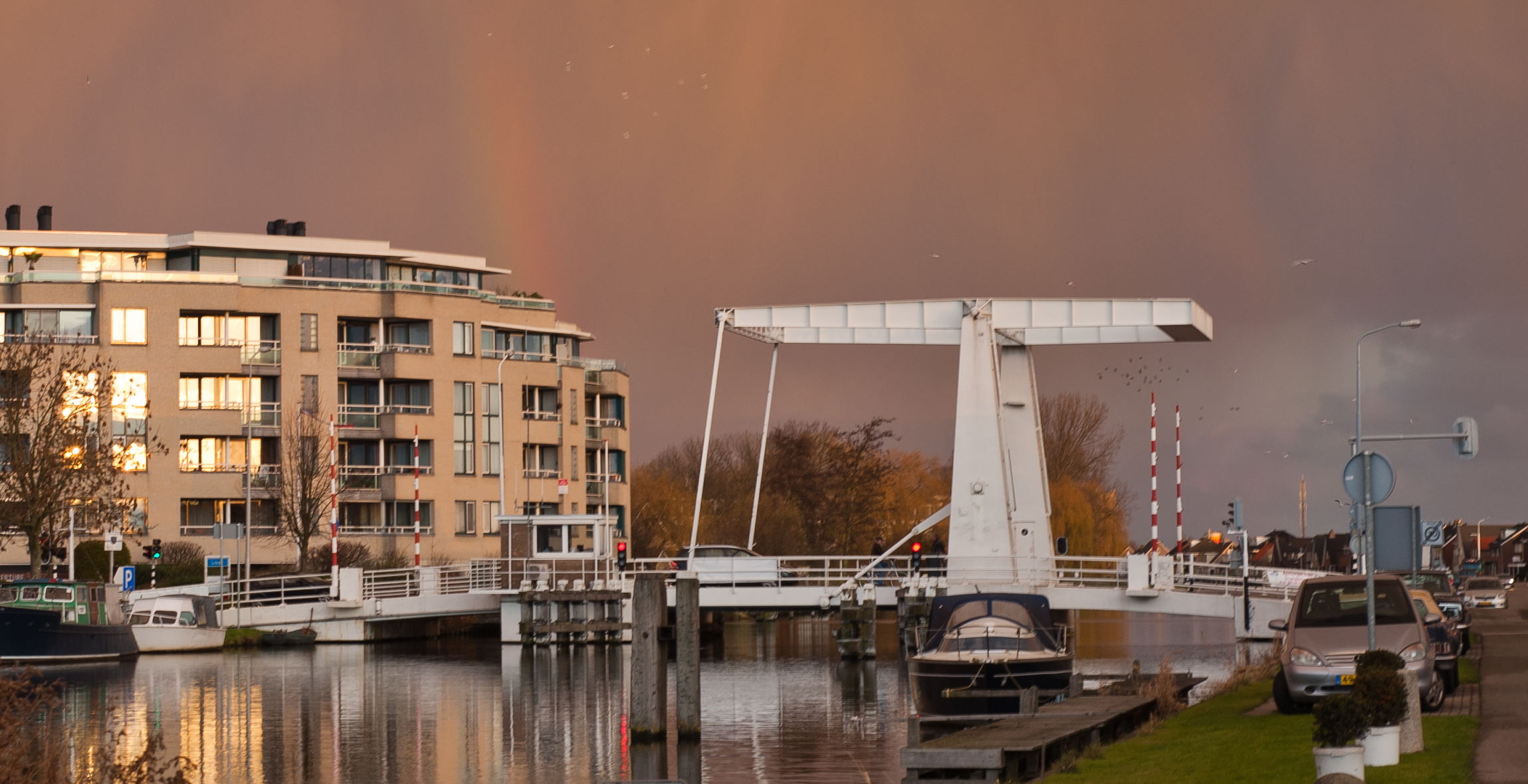
Міст у Ліссербруці